# Ibrahim-al-Ibrahim-Moschee

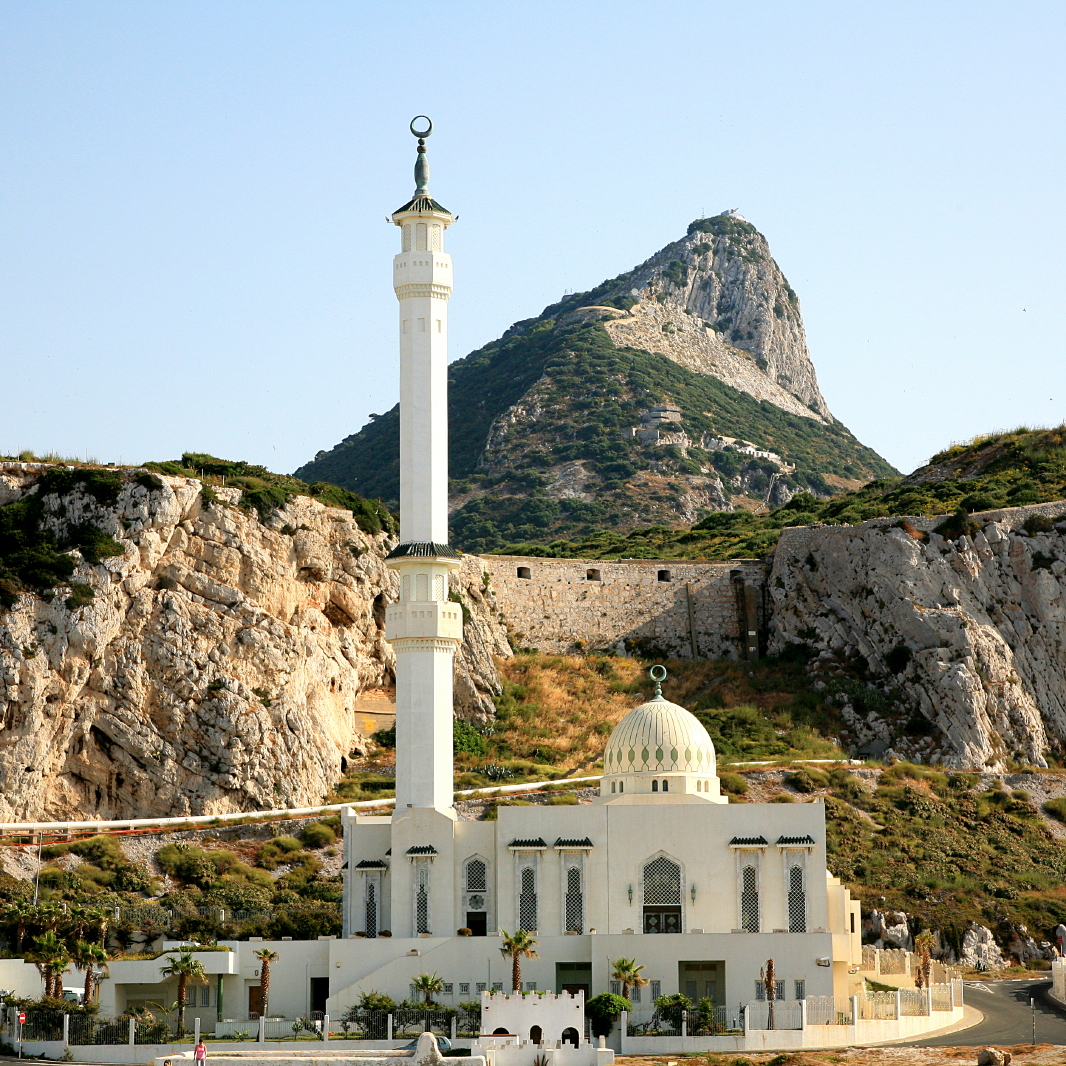
Ibrahim-al-Ibrahim-Moschee in Gibraltar

Die Ibrahim-al-Ibrahim-Moschee (englisch Ibrahim-al-Ibrahim Mosque; auch bekannt als King Fahd bin Abdulaziz al-Saud Mosque und Mosque of the Custodian of the Two Holy Mosques) ist eine Moschee an der südlichen Spitze von Gibraltar, am Europa Point. Sie liegt am Fuße des Affenfelsens.

## Geschichte
Das Gebäude war ein Geschenk des saudi-arabischen Königs Fahd, kostete 5 Millionen Pfund und nach der Grundsteinlegung 1995 betrug die Bauzeit zwei Jahre. Die Moschee wurde am 8. August 1997 eingeweiht.
Es ist die südlichste Moschee Europas sowie eine der größten Moscheen, die in einem nicht-muslimischen Land erbaut wurde.

## Gebäudekomplex
Der Moscheekomplex umfasst außerdem eine Schule, eine Bibliothek und einen Hörsaal.